# 夹白
夹白 是中国古代星官之一，为明代末期徐光启所编的《崇祯历书》上根据西方星表加上近南极星区的23个星官之一。
它位于现代星座划分的剑鱼座和网罟座，含有2颗恒星。

## 所含恒星及对应西方名称[1]
| 中国古代星名 | 现代星名 | 所属星座 |
| ------------ | -------- | -------- |
| 夾白一       | θ Dor    | 劍魚座   |
| 夾白二       | α Ret    | 網罟座   |